# Вальцефер, Виктор Александрович
Вальцефер Виктор Александрович (3 февраля 1928, Самара — 2 июня 1983, Ленинград) — советский и российский график, член Ленинградской организации Союза художников РСФСР.

## Биография
Вальцефер Виктор Александрович родился в Самаре в феврале 1928 года. Первоначальное художественное образование получил на трёхгодичных курсах ИЗО в Куйбышеве, где учился у А. А. Любимова и Г. П. Подбельского. В 1944—1948 гг. обучался в МСХШ (Московская средняя художественная школа). В 1948—1954 гг. учился в Институте живописи, скульптуры и архитектуры им. И. Е. Репина на графическом факультете в мастерской станковой графики под руководством А. Ф. Пахомова. Учился у К. И. Рудакова, Г. Д. Епифанова, М. А. Таранова и Н. Т. Куликова. В 1954 году окончил институт с присвоением квалификации художника-графика. Дипломной работой стала серия рисунков и литографий «В. И. Ленин и А. М. Горький», получившая оценку «отлично». Работал в книжной и станковой графике, используя различные техники. Иллюстрировал и оформлял книги для издательств: «Детская литература», «Лениздат», «Куйбышевское книжное издательство», «Детгиз».
С 1961 года руководил Куйбышевским Домом народного творчества. Член Ленинградский Союз советских художников с 1954 г. Участник зональных, республиканских, всесоюзных выставок с 1953 года.
Основными выставками 1950-х гг. стали Весенняя выставка произведений ленинградских художников (1955), Осенние выставки произведений ленинградских художников (1956 и 1958), где были представлены рисунок «Апрель» (1955), иллюстрация к книге В. Андреева «Партизанские встречи» (1956) и Автолитография: «Вечер» (1958).
В 1960-е гг. участвовал в Зональной выставке «Ленинград» (1965) (литографии: «Аэропорт зимой», 1964; «Самолёт прибыл», 1964; «На лётном поле», 1964; «Регулировщик», 1964; «Регулировщица», 1954); в Осенней выставке произведений ленинградских художников (1968) (акварели: «Портрет дочери», 1968; «Портрет», 1968); в Выставке произведений ленинградских художников (1961) (Автолитографии: «Буксир», «Плоты», «У пирса. Вечер», все 1961) и др.
В 1970-е гг. принимал участие в выставках «По родной стране» (1974) (автолитографии: «На стадион», 1971; «Ижорский завод», 1972; «Колхозный рынок», 1972; «Спартакиада», 1972; «Цирк Шапито», 1972); в пятой республиканской выставке (1975) (автолитография «Ижорский завод. Утро», 1975); в выставке «Изобразительное искусство Ленинграда» (Москва, 1976) (литографии «Праздничный день в парке», 1970; Портрет Р. Шарафетдинова, 1971; «Хоккеисты», 1971; «Колхозный рынок», 1972; Портрет Б. Мельникова, 1973) и др.
Выставки 1980-х гг.: Зональная выставка произведений ленинградских художников (1980) (литографии «Ижорский завод. Мемориальная доска», 1980; «Ленинградский аэропорт», 1980; «Натюрморт с яблоками и спутником», 1980; «Праздничный фейерверк в парке», 1980; «Теннисный корт», 1980, «Тренировка хоккеистов в парке», 1980); в выставке произведений ленинградских художников, посвящённой 60-летию Великого Октября (1982) (литографии «Аттракционы», 1977; Портрет дочери, 1977; Портрет художника М. Митряшкина, 1977; «Цирк Шапито», 1977).
Персональные выставки В. А. Вальцефера прошли в Лектории ГРМ (1974), в Павильоне Росси, ГРМ (1975), 1979, 1980 гг. — в Магазине-салоне «Ленинград», в Ленинградском отделении СХ (1984, посмертная выставка).
В 1950—1970-е гг. В. А. Вальцефер принимал участие в зарубежных выставках: «Эстампы советских художников», Австралия (1961); Международная выставка «Молодые советские художники», Софии (Болгария), выставка советской графики во Флоренции (Италия) (1962); выставка ленинградского эстампа в Монреале (Канада) (1966); выставка «Советская акварель», Болгария, Мексика (1973) и др.
В 1976 г. В. А. Вальцефер принимал участие в работе интернациональной творческой группы «Космос», организованной Союзом художников СССР в честь 15-летия освоения космоса: выполнены в рисунке портрет космонавта А. Леонова и в литографии «Натюрморт со спутником и яблоками» (1980).
Автор серии акварельных и графических портретов «Мои современники»: балерины И. А. Колпаковой, танцовщика М. Н. Барышникова, космонавта А. А. Леонова, олимпийского чемпиона Б. Б. Мельникова (1975), чемпиона Европы С. П. Суслина (1975), художников Ю. Шабанова, З. Поздняковой, московских художников Е. Коротковой и М. Митряшкина (1977), «Девушка с планшетом» (портрет дочери) (1977) и др.
Создатель серий станковых работ «Ленинград» (1960), «Аэропорт» (1960—1967, 1980), «Спортивные будни» (1970-е), «Ижорский завод» (1980-е).
Работы В. А. Вальцефера отличаются остротой художественного видения, продуманной строгостью построения композиции, ясностью пространственных и пластических решений, умением добиться выразительных тональных эффектов скупыми выразительными средствами.
«В литографиях В. Вальцефера заметна тяга к строгой конструктивности, иногда к подчёркнутой рационалистичности. В них богатая, но не иллюзионистическая тональная разработка открывает выразительные возможности дальнейшего развития».
В. А. Вальцефер много лет работал как иллюстратор детских книг в издательстве «Детская литература». Его работы отличались образным построением композиции, глубокой человечностью и знанием жизни ребёнка.
Похоронен на Северном кладбище Санкт-Петербурга.

### Семья
Жена: Ксения Борисовна Ижевская (1930—2017).
Дочь Юлия Викторовна Вальцефер (р. в 1960),
обе выпускницы ЛИЖСА.

## Музеи
Работы В. А. Вальцефера в фондах музеев:
- Государственная Третьяковская галерея
- Государственный Русский Музей
- Государственный музей изобразительных искусств имени А. С. Пушкина)
- Самарский областной художественный музей
- Сосновоборский художественный музей современного искусства
- Музей изобразительных искусств г. Комсомольск-на-Амуре
- Пензенская областная картинная галерея имени К. А. Савицкого
- Павлодарский областной художественный музей
- Городская картинная галерея г. Ангарск
- Мурманский областной краеведческий музей
- Воркутинский краеведческий музей
- Волгоградский музей изобразительных искусств имени И. И. Машкова
- Новокузнецкий художественный музей
- Амурский областной краеведческий музей
- Камчатский краевой художественный музей (Петропавловск-Камчатский)
- Рыбинский государственный историко-архитектурный и художественный музей-заповедник
- Чувашский государственный художественный музей (Чебоксары)
- Дагестанский музей изобразительных искусств имени П. С. Гамзатовой
- Ставропольский краевой музей изобразительных искусств
- Государственный музей истории Санкт-Петербурга
- Государственный музей городской скульптуры (Санкт-Петербург)

## Книжная иллюстрация
В. А. Вальцефером были проиллюстрированы следующие книги:
- Эйдлин С. (автор). Стихи и сказки. — Куйбышев. 1954.
- Андреев В. (автор). Партизанские встречи. — Л.: Детская литература, 1956.
- Погодин Р. П. (автор). Муравьиное масло. Рассказы. — Л.: Детгиз. 1957.
- Карасёв Л. (автор). На месте происшествия. Пьеса в одном действии. — Л.: Детгиз. 1957.
- Жестев М. (автор). Приключения маленького тракториста. Повесть. — М.: Детгиз. 1957.
- Кршижановская Е. И. (автор). Колькина защитница. — Л.: Детгиз. 1959.
- Успенский Л. (автор). Слово о словах. — Л.: Лениздат. 1962.
- Грудинина Н., Серова Е. (сост.). Книга юных. Сборник стихов. К 40-летию пионерской организации. — Л.: Лениздат. 1962.
- Сахарнов С. (автор). Мартышкина бухта. — Л.: Лениздат, 1965.
- Реут Н., Скрябин М. (авторы). Петр и Педро. — Л.: Детская литература. 1966.
- Офин Э. (автор). Сорок секунд. — Л.: Детская литература. 1967.
- Дубровин В. Б. (автор). Мальчишки в сорок первом. — Л. 1968.
- Скрябин М. (автор). Все за одного. — Л.: Детская литература. 1969.
- Офин Э. (автор). Тёплый ключ. — Л.: Детская литература. 1972.
- Золотые руки. Сказки о труде. — Л.: Детская литература. 1975.
- Колпакова Н. (сост.). Золотые руки. Сказки народов СССР о мастерстве в труде. — Л.: Детская литература. Школьная библиотека. 1975.
- Мянд Хельо (автор). Ветер в голове. Пер. с эстонского. — Л.: Детская литература. 1977.
- Холгер Пукк (автор). Юри. Повесть. Пер. с эстонского Н. Яворской. — Л.: Детская литература. 1982.
- Дубровин В. Б. (автор). Мальчишки в сорок первом. — СПб., 2015.

## Награды
- Почётная грамота Секретариата правления СХ РСФСР за участие в Юбилейной выставке «Ленинград 1967».
- Медаль Министерства культуры РСФСР за участие в выставке «Советская Россия», посвящённой 100-летию со дня рождения Ленина. 1970 г.
- Памятная медаль за участие в Республиканской выставке «Советская Россия». Москва, май 1975 г.
- Диплом за участие в выставке «Мы — побратимы» (Ленинград — Дрезден), 1975.
- Почётная грамота Секретариата правления СХ РСФСР за активную творческую и общественную деятельность (1978 — 79 гг.).
- Диплом Минкультуры РСФСР и СХ РСФСР «За творческие достижения» в создании произведений на VI Республиканской выставке «Советская Россия», Москва, 1980 г.

## Галерея

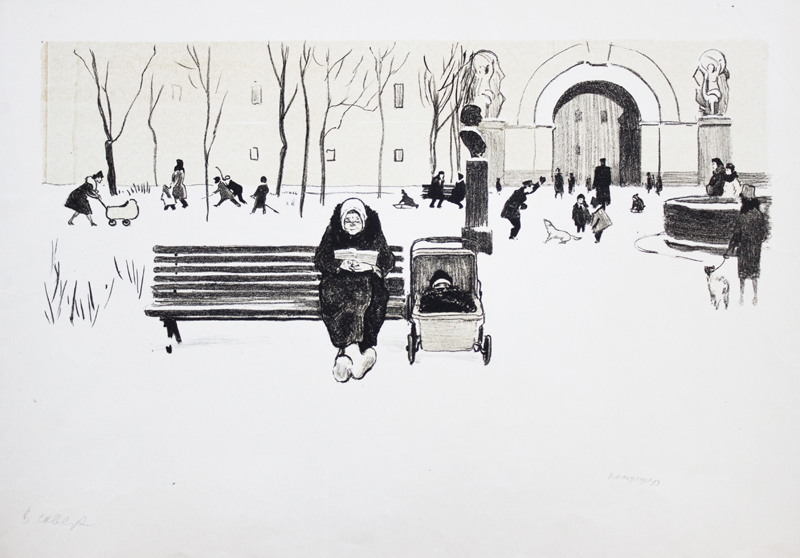
В. А. Вальцефер. В сквере. 1965
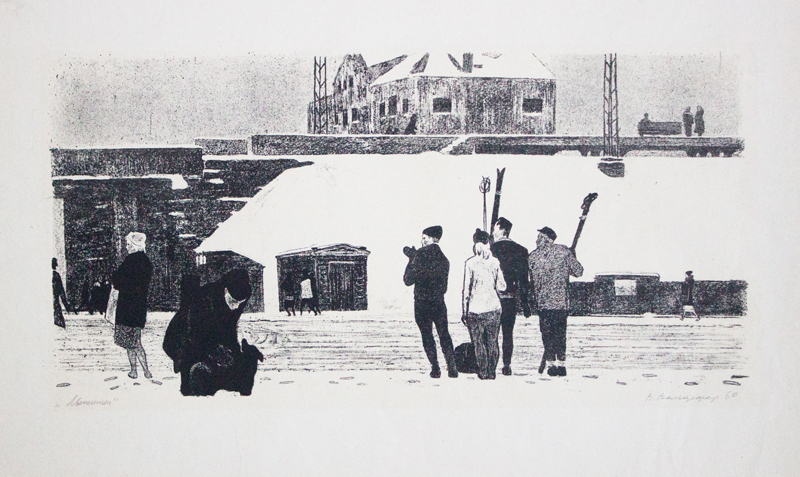
В. А. Вальцефер. Ланская. 1960
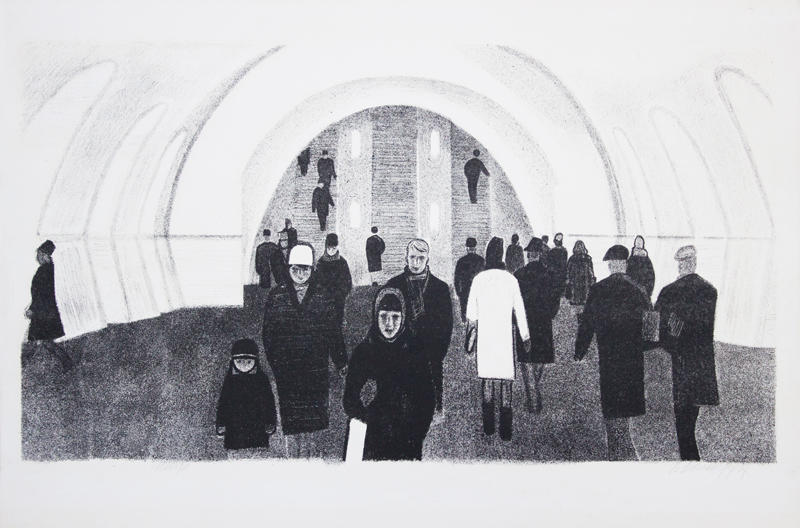
В. А. Вальцефер. Метро. 1967
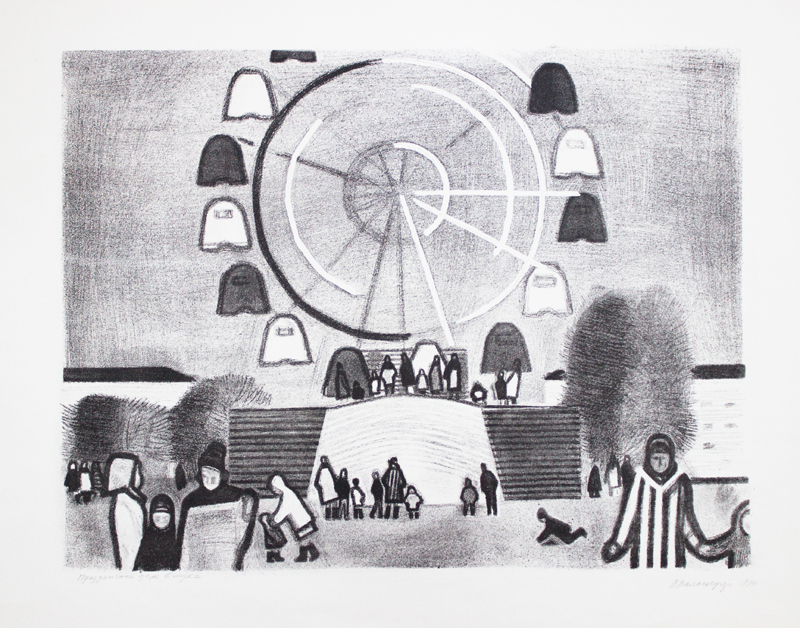
В. А. Вальцефер. Праздничный день в парке. 1970
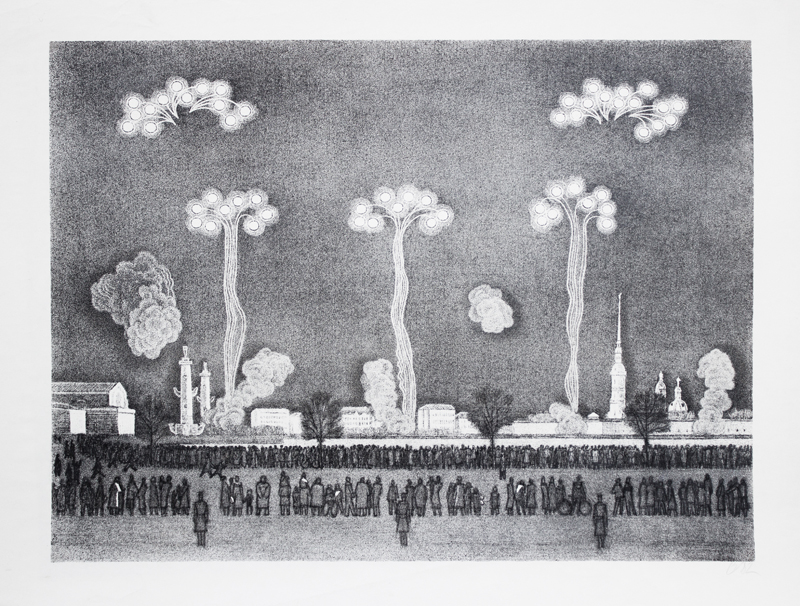
В. А. Вальцефер. Праздничный фейерверк на Неве. 1982
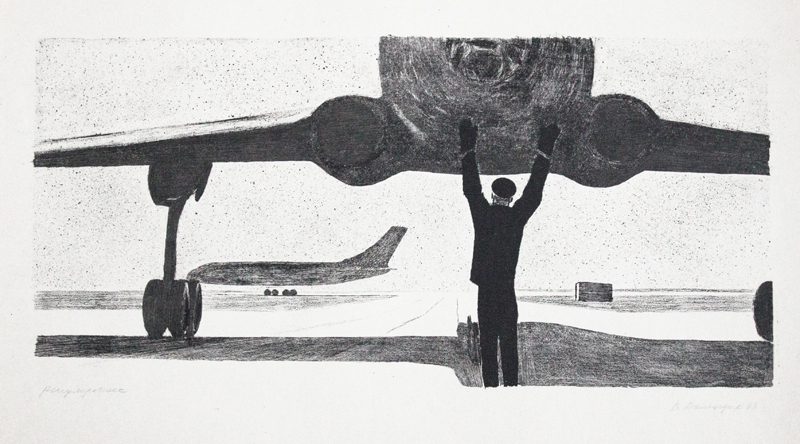
В. А. Вальцефер. Регулировщик. 1963